# 9 Oddział Ochrony Pogranicza
9 Oddział Ochrony Pogranicza – zlikwidowany jeden z oddziałów w strukturze organizacyjnej Wojsk Ochrony Pogranicza pełniący służbę na granicy polsko-czechosłowackiej.

## Formowanie i zmiany organizacyjne
9 Oddział Ochrony Pogranicza JW 1957 (Zarządzenie SzSG Nr  053/Org. 30 marca 1946) został sformowany przez Krakowski Okręg Wojskowy rozkazem dowódcy okręgu – gen. Mikołaja Prus-Więckowskiego według etatu Nr 8/8-A  w składzie sześciu komendantur odcinków i 30 strażnic o stanie 2934 wojskowych i 23 pracowników cywilnych.
Zgodnie z przyjętymi założeniami Oddział miał powstać na bazie stanu osobowego 6 DP i 8 DP, a także niewielkiej części 17 DP. W skład grupy formującej między innymi wchodzili: ppor. Henryk Mardeusz i ppor. Aleksander Cisłowski. Miejscem postoju Oddziału miał być Nowy Sącz, ul. Jagiellońska. Komenda w Rajczy powstała na bazie 3/14 pp, komenda w Jabłonce na bazie 3/18 pp, komenda w Nowym Targu na bazie l/16 pp, komenda w Nowym Sączu na bazie 3/16 pp.
Oddział przyjął do ochrony odcinek granicy południowej z Czechosłowacją od rejonu Baligród po Zwardoń, ochraniany wcześniej przez 6. i 8. Dywizję Piechoty.
Meldunek z 26 sierpnia 1946 do dowódcy Okręgu Wojskowego nr 5 dotyczący warunków bytowych 14. Pułku Piechoty w Nowym Sączu:
[...] budynek mieści się w mieście, okolica górzysto-leśna jest on murowany dwupiętrowy ogrodzony. Budynek suchy, jednak wymaga gruntownego remontu, jak naprawa dachów, podłóg, malowanie ścian i sufitów, oszklenie okien /100/. Wodociągi nieczynne, ustępy skanalizowane w ilości 21 sedesów, 15 pisuarów również nieczynne. Piece kaflowe dające wystarczającą ciepłotę, stosunek powierzchni podłóg 1–10. Oświetlenie elektryczne, częściowo czynne, brak oświetlenia korytarzy, sal i ustępów. 18 izb mieszkalnych, na jednego żołnierza przypada 4 m². Odległość izb mieszkalnych od umywalni i ustępów 5–50 kroków. Żołnierze śpią na łóżkach żelaznych z siennikami, jednak nie wszyscy są zaopatrzeni w bieliznę pościelową i koce. Rzeczy osobiste przechowują przy sobie lub w łóżku. Brak stołówki dla żołnierzy, oficerowie stołują się w restauracji. Magazyn żywnościowy jest. Kuchnia polowa stoi bez nakrycia w polu. Pułk korzysta z łaźni kolejowej /natryski 8 szt. basen, parówka/. Pralni jednostka nie posiada. Bieliznę przywozi się z garnizonowej łaźni i pralni w Krakowie. Izby chorych nie posiada. Jednostka znajduje się w stanie bojowym i całość jest tylko prowizorycznie urządzona.
Organizacja Oddziału WOP nr 9. w Nowym Sączu zapoczątkowana w pierwszych dniach października 1945 podobnie jak w przypadku Oddziału WOP nr 8. od samego początku napotkała znaczne trudności związane z brakiem ludzi, wyposażenia i sprzętu. Mimo tych trudności zorganizowane trzy komendy odcinka (41. – Nowy Targ, 42. – Jabłonka, 43. – Rajcza) z dniem 2 listopada 1945 przejęły ochraniane odcinki przez pododdziały 6. DP. W tej sytuacji dowództwo 6. DP przekazało 3 listopada 1945 cały dotychczas ochraniany przez siebie odcinek granicy Myto – Piwniczna Oddziałowi WOP nr 9., mimo nie objęcia przez dwie komendy (39. – Gorlice, 40. – Stary Sącz) przydzielonych im odcinków.
Na podstawie rozkazu Nr 0153/Org. Naczelnego Dowódcy WP z 21 września 1946 jednostka została przeformowana w 9 Krakowski Oddział WOP

## Struktura Oddziału
Stan w 1945:
- Dowódca oddziału
  - Adiutant
- Zastępca ds. polityczno-wychowawczych
  - Wydział polityczno-wychowawczy
- Zastępca ds. liniowych
  - Kierownik służby psów
- Szef sztabu
  - Sztab
- Zastępca ds. wywiadu
  - Wydział wywiadowczy
- Pomocnik ds. gospodarczych
  - Wydział zaopatrzenia materiałowo-technicznego
  - Sekcja kwatermistrzowsko-eksploatacyjna
  - Kompania gospodarcza
- Szef służby inżynieryjnej
- Szef służby samochodowej
- Szef służby chemicznej
- Szef służby sanitarnej
  - Ambulatorium Izba chorych
- Szef służby weterynaryjnej
  - Ambulatorium weterynaryjne
- komenda odcinka nr 38 – Komańcza
- komenda odcinka nr 39 – Gorlice
- komenda odcinka nr 40 – Stary Sącz
- komenda odcinka nr 41 – Nowy Targ
- komenda odcinka nr 42 – Jabłonka
- komenda odcinka nr 43 – Rajcza
- 6 przejściowych punktów kontrolnych (PPK)[h][i].
- Grupa manewrowa[18] (175 żołnierzy)[j]
- Pluton komendancki.

## Sąsiednie oddziały Ochrony Pogranicza
- 8 Oddział Ochrony Pogranicza ⇔ 10 Oddział Ochrony Pogranicza[k].

## Dowódcy oddziału
- ppłk Bazyli Maksimczuk (był na początku 1946)[20].